# Artículo 48 (Constitución de Weimar)

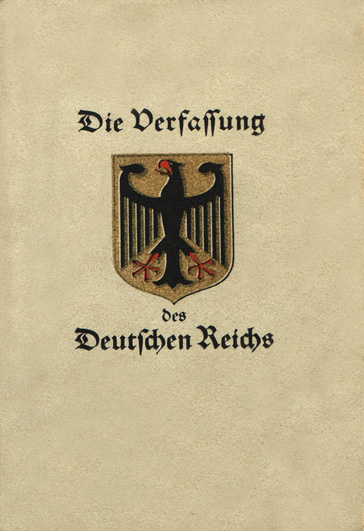
Portada de la Constitución de Weimar.

El artículo 48 de la Constitución de la República de Weimar (1919-1933) permitía al Reichspräsident, bajo ciertas circunstancias, adoptar medidas de emergencia. Se entendía que este poder incluía la promulgación de «decretos de emergencia» (en alemán, Notverordnungen) 
El texto del artículo no definía exactamente la clase de emergencia que justificaba su uso y no otorgaba al presidente, expresamente, la facultad de dictar legislación. Sin embargo, tal poder legislativo estaba implícito, pues el artículo concedía al Reichstag la posibilidad de anular el decreto de emergencia por una votación de mayoría simple. Esta previsión constitucional contemplaba, por tanto, la posibilidad de que el decreto presidencial interfiriera en la función legislativa del Reichstag y establecía como mecanismo de control ex post facto, la decisión colegiada del parlamento.
El artículo 48 requería que el presidente informara al parlamento «inmediatamente» después de la emisión del decreto de emergencia y, además, permitía que el Reichstag, con una mayoría simple, anulara el decreto de emergencia. La cámara alta de la legislatura, el Reichsrat, no intervenía de ninguna forma en este proceso. Si el parlamento anulaba el decreto, el presidente, según el artículo 25 de la Constitución, podía disolver el parlamento y convocar elecciones en el plazo de 60 días.

## Orígenes y funcionamiento
Es probable que los redactores de la Constitución de Weimar confiaran en que el artículo 48 fuera utilizado solo en situaciones excepcionales y en casos de emergencia, ya que permitía al presidente utilizar al ejército para restaurar la ley y el orden en cualquier estado federado y le facultaba para suspender derechos fundamentales de los ciudadanos. Sin embargo, el primer presidente de la República, el socialdemócrata Friedrich Ebert utilizó este poder excepcional en 136 ocasiones, incluso para deponer los gobiernos legítimamente elegidos de Sajonia y Turingia. Ebert usó el artículo 48 no solo en casos de desórdenes públicos, sino también para afrontar la estabilización del marco y los problemas que surgieron de la hiperinflación. El 29 de agosto de 1921 se dictó un decreto de emergencia para limitar el uso de uniformes imperiales a los miembros del ejército. La reforma Emminger  de 4 de enero de 1924 que abolió el jurado puro en el sistema judicial alemán también se aprobó por el artículo 48.
En el verano de 1930, el canciller Heinrich Brüning fue incapaz de obtener una mayoría parlamentaria para aprobar su reforma financiera. Con un objetivo claramente deflacionario, el proyecto de ley preveía importantes recortes del gasto público, fuertes subidas de impuestos, especialmente sobre los ingresos más altos, y una llamada «contribución de emergencia» sobre el sueldo de los funcionarios. Brüning ni siquiera exploró la posibilidad de llegar a un acuerdo con los socialdemócratas, grupo parlamentario mayoritario de la cámara, y el proyecto resultó derrotado el 16 de julio por 256 votos contra 193. La respuesta de Brüning fue acudir a Hindenburg para aprobar su paquete de reformas utilizando un decreto de emergencia. Fue la primera vez que un proyecto rechazado por el parlamento se convirtió en ley mediante este procedimiento, algo considerado inadmisible por la doctrina jurídica posterior. El 18 de julio, por iniciativa del SPD, el parlamento sometió a votación tanto la revocación del decreto de emergencia como una moción de censura del gabinete. La iniciativa fue aprobada por 236 votos a 221 y contó con el apoyo de socialdemócratas, comunistas, nazis y buena parte de los diputados del DNVP. Inmediatamente después, el canciller solicitó y obtuvo del presidente Hindenburg la disolución del parlamento, la nueva entrada en vigor del decreto abrogado y la convocatoria de nuevas elecciones para el 14 de septiembre de 1930.
El resultado de las elecciones fue negativo para la democracia parlamentaria. Se produjo un incremento espectacular de los escaños obtenidos por el NSDAP, que pasaron de los 12 anteriores hasta los 107 que le convirtieron en el segundo partido político de la cámara, y también aumentó el número de los diputados comunistas hasta 77. El conjunto de ambas fuerzas, enemigas de la Constitución de Weimar, sumó casi un tercio de los 577 miembros del Reichstag.
Resultó imposible formar una mayoría parlamentaria y si el gabinete de Brüning continuó en el poder se debió a la actitud de los socialdemócratas, que seguían siendo la primera fuerza con 143 escaños. Ante el aumento de poder de los partidos antirrepublicanos, el grupo socialdemócrata decidió, superando la resistencia proveniente de sus propias filas, «tolerar» al gobierno por razones de estado y por cálculo político. Esta tolerancia implicaba no apoyar mociones de censura e impedir, con su abstención, que el Reichstag invalidara decretos de emergencia mediante el artículo 48.
Brüning no tuvo más remedio para aprobar sus medidas que invocar repetidamente los poderes especiales del presidente. Durante los poco más de dos años que estuvo al frente de la cancillería, el sistema parlamentario sufrió un severo declive. El Reichstag se reunió 94 días en 1930, 42 en 1931 y solo 13 en 1932. El número de leyes aprobadas fue de 98, 34 y 5 en esos mismos periodos de tiempo. Sin embargo, el número de decretos de emergencia fue de 5 en 1930, 44 en 1931 y 66 en 1932. Mientras el parlamento retrocedía y perdía influencia, el poder ejecutivo aumentaba su poder.

## Texto del artículo
| Artikel 48 | Artículo 48 |
| Wenn ein Land die ihm nach der Reichsverfassung oder den Reichsgesetzen obliegenden Pflichten nicht erfüllt, kann der Reichspräsident es dazu mit Hilfe der bewaffneten Macht anhalten. | En el caso de un estado que no cumpla con los deberes que le haya impuesto el Reich, la Constitución o las leyes del Reich, el presidente del Reich podrá hacer uso de las fuerzas armadas para compelerlo a hacerlo. |
| Der Reichspräsident kann, wenn im Deutschen Reiche die öffentliche Sicherheit und Ordnung erheblich gestört oder gefährdet wird, die zur Wiederherstellung der öffentlichen Sicherheit und Ordnung nötigen Maßnahmen treffen, erforderlichenfalls mit Hilfe der bewaffneten Macht einschreiten. Zu diesem Zwecke darf er vorübergehend die in den Artikeln 114, 115, 117, 118, 123, 124 und 153 festgesetzten Grundrechte ganz oder zum Teil außer Kraft setzen. | Si la seguridad y el orden público al interior del Reich son severamente dañados o están en peligro, el presidente del Reich podrá tomar las medidas necesarias que lleven a restablecer el orden, interviniendo con la asistencia de las fuerzas armadas, de ser necesario. Para este propósito, podrá suspende temporalmente, totalmente o en parte, los derechos fundamentales proveídos en los artículos 114, 115, 117, 118, 123, 124 y 153. |
| Von allen gemäß Abs. 1 oder Abs. 2 dieses Artikels getroffenen Maßnahmen hat der Reichspräsident unverzüglich dem Reichstag Kenntnis zu geben. Die Maßnahmen sind auf Verlangen des Reichstags außer Kraft zu setzen. | El presidente del Reich debe informar al Reichstag sin demora sobre todas las medidas tomadas de acuerdo a los párrafos 1 y 2 de este artículo. Estas medidas pueden ser revocadas a petición del Reichstag. |
| Bei Gefahr im Verzuge kann die Landesregierung für ihr Gebiet einstweilige Maßnahmen der in Abs. 2 bezeichneten Art treffen. Die Maßnahmen sind auf Verlangen des Reichspräsidenten oder des Reichstags außer Kraft zu setzen. | Si el peligro es inminente, el Gobierno del Estado puede tomar medidas temporales para su propio territorio, como lo provee el párrafo 2. Estas medidas pueden ser revocadas a petición del Reichstag. |
| Das Nähere bestimmt ein Reichsgesetz. | Los detalles serán determinados por una ley del Reich. |